# ابراهیم‌آباد (چهارباغ)
ابراهیم‌آباد، روستایی از توابع بخش رامجین شهرستان چهارباغ در استان البرز ایران است.

## جمعیت
این روستا در دهستان اغلان‌تپه قرار دارد و براساس سرشماری مرکز آمار ایران در سال ۱۳۸۵، جمعیت آن ۴۷۳ نفر (۱۲۲خانوار) بوده‌است.

## وجه تسمیه
در فرهنگ جغرافیایی ایران ، رزم آرا درباره این ده اینگونه آمده است:این ده جزو دهستان افشاریه ساوجبلاغ بخش کرج شهرستان تهران است.در ۲۵ کیلومتری باختر کرج و ۸ کیلومتری جنوب شوسه کرج به قزوین است.آب‌وهوای آن جلگه‌ای معتدل مالاریائی است.سکنه آن ۷۸ تن شیعه مذهب فارسی زبان و ترک زبان است.شغل مردمان ده زراعت و گله داری است.محصولات آن غلات ، صیفی‌جات ، چغندر قند و لبنیات است.